# Amandelbroodje
Een amandelbroodje is een broodje van bladerdeeg, dat gevuld is met een rolletje amandelspijs, en waarvan de bovenkant is bedekt met een uitgehard laagje kristalsuiker. Een amandelbroodje wordt over het algemeen koud gegeten.
De bereiding van een amandelbroodje is vergelijkbaar met die van een saucijzenbroodje. In plaats van een vleesmengsel wordt er amandelspijs in het bladerdeeg gerold, en voordat het broodje de oven in gaat, wordt het niet met ei bestreken, maar wordt het bestreken met water en bestrooid met suiker.